# Couronne de Henri II

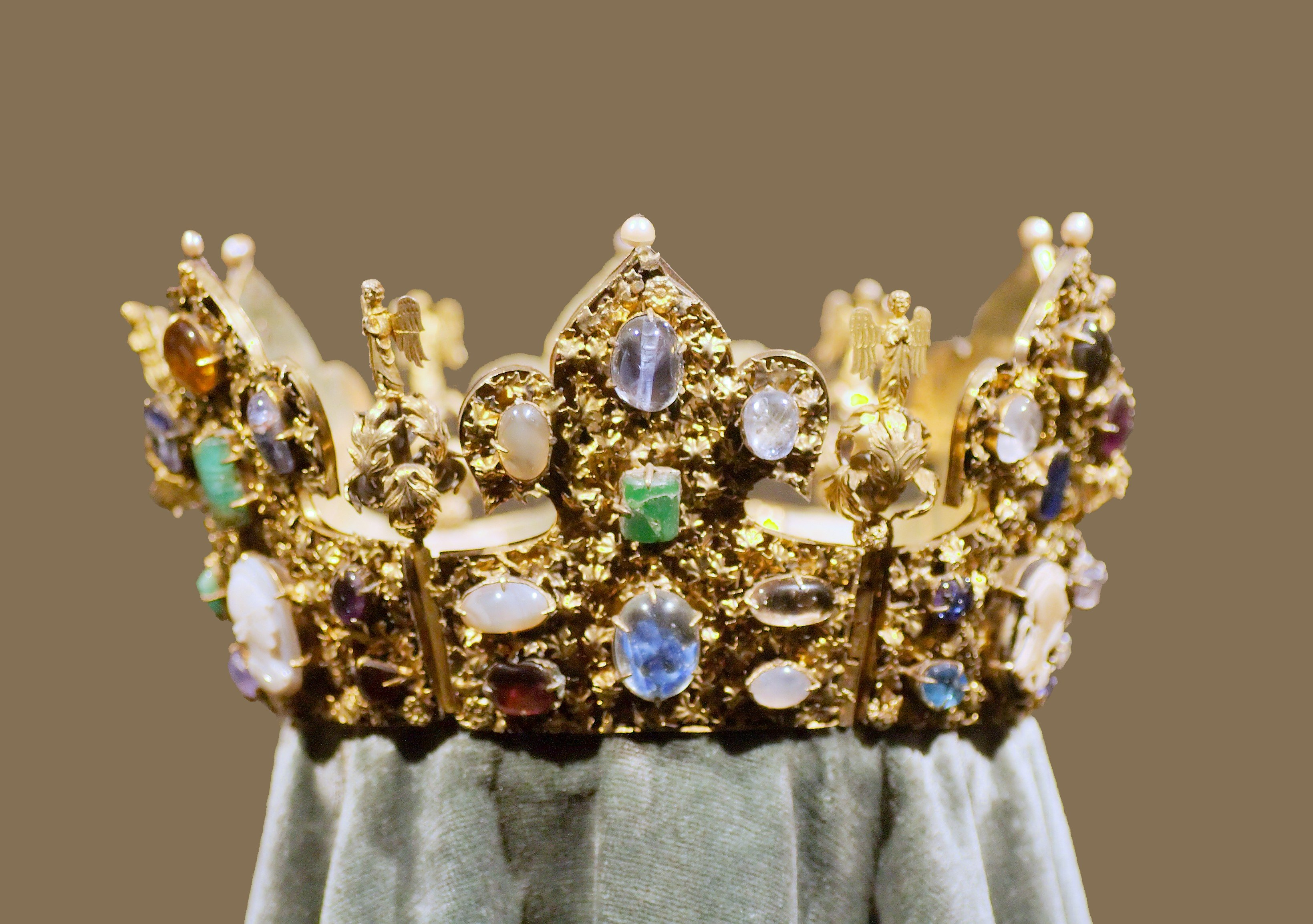
La couronne de Henri II.

La couronne de Henri II, datant de la fin du XIIIe siècle, est une couronne de lys, qui est conservée dans le trésor de la résidence de Munich, l'ancienne demeure royale.
Le nom dérive de sa fonction de couronne reliquaire pour une tête reliquaire d'Henri II, empereur du Saint Empire, canonisé en 1140, conservée à l'origine à Bamberg. La couronne est tombée au début du XIXe siècle au cours de la sécularisation de la Bavière et est depuis dans le trésor de la résidence de Munich.
La couronne cerclée se compose de six segments ornés de pierres précieuses avec des lys massifs. Des feuillages décoratifs ont probablement été ajoutés plus tard entre les pierres précieuses. Sur deux segments sous le lys, il y a des gemmes antiques au lieu de pierres précieuses. Des bourgeons de feuilles d'acanthe émergent des charnières reliant les segments, sur lesquelles se tiennent de petits anges dorés. À l'arrière et à l'avant, il est possible d'utiliser un support impérial grâce aux dispositifs enfichables existants.